# Ravensburger BC
Der Ravensburger BC (offiziell: Ravensburger Billard Club) ist ein Billardverein aus Ravensburg. Der 2012 gegründete Verein spielte von 2013 bis 2016 in der 1. Dreiband-Bundesliga und wurde 2015 Deutscher Meister in der Karambolagedisziplin Dreiband.

## Geschichte
Der Ravensburger BC entstand 2012 durch die Ausgliederung der Karambolage-Abteilung des BC Weingarten. Die Dreibandmannschaft des BC Weingarten war in der Saison 2011/12 in die 2. Bundesliga aufgestiegen. In der Saison 2012/13 erreichte der Ravensburger BC mit nur einer Niederlage den ersten Platz und stieg damit in die 1. Bundesliga auf. Nachdem man 2014 den sechsten Platz belegt hatte, wurde man in der Saison 2014/15 mit lediglich zwei Saisonniederlagen Deutscher Meister. In der folgenden Spielzeit stiegen die Ravensburger, deren Leistungsträger Tayfun Taşdemir und Murat Naci Çoklu nun seltener eingesetzt wurden, als Zehntplatzierte ab. Zur Saison 2016/17 zog der Verein seine Mannschaft in die Oberliga zurück.

### Platzierungen seit 2012
| Saison  | Liga (Spielklasse)             | Platz |
| ------- | ------------------------------ | ----- |
| 2012/13 | 2. Bundesliga Gruppe B (2)     | 1     |
| 2013/14 | 1. Bundesliga (1)              | 6     |
| 2014/15 | 1. Bundesliga (1)              | 1     |
| 2015/16 | 1. Bundesliga (1)              | 10    |
| 2016/17 | Oberliga Baden-Württemberg (3) |       |

## Aktuelle und ehemalige Spieler
(Auswahl)
| - Klaus Bosel - Can Çapak - Murat Naci Çoklu - Klaus Dietrich - Yalcin Erboral - Orhan Erogul - Murat Gökmen | - Ismail Inal - Gürhan Kabak - Lutz Schwab - Tayfun Taşdemir - Birol Uymaz - Norbert Zinke |